# Sloan (groupe)
Pour les articles homonymes, voir Sloan.
Sloan est un groupe de power pop canadien, originaire d'Halifax, en Nouvelle-Écosse. Le groupe est formé en 1991 quand Chris Murphy et Andrew Scott se sont rencontrés au Nova Scotia College of Art and Design d'Halifax ; Patrick Pentland et Jay Ferguson les ont rejoints peu après. En 1992, le groupe crée son propre label, Murderecords, pour eux et d'autres groupes de la région d'Halifax, et sort le Peppermint EP. Plus tard la même année ils sortent leur premier album Smeared sur le label Geffen Records.

## Biographie

### Formation et débuts (1991–1992)

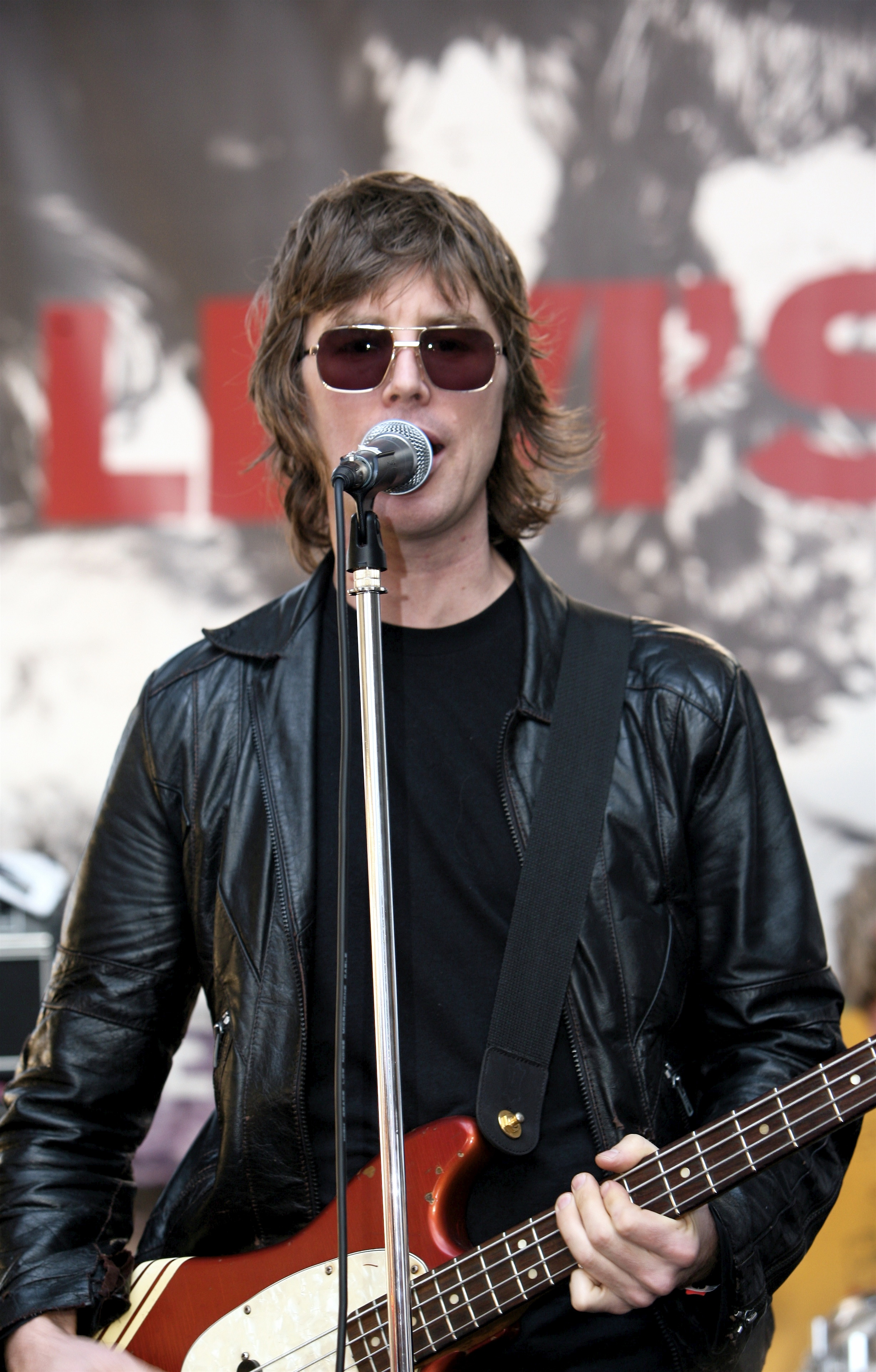
Chris Murphy de Sloan au South by Southwest.

D'après le site officiel du groupe, le nom du groupe viendrait du surnom d'un de leurs amis. Jason Larsen était surnommé « slow one » par son patron francophone, ce qui avec l'accent français sonnait plus comme « Sloan ». L'accord trouvé était qu'ils pourraient utiliser le surnom de leur ami à condition que sa photo figure sur la pochette de leur premier album. Du coup, c'est bien Larsen qui apparaît sur la pochette du Peppermint EP.

### Geffen Records (1992–1994)
En 1994, Geffen ne fait aucun effort de promotion pour le second album de Sloan Twice Removed, pour des raisons artisitques, bien qu'il se vende bien au Canada. Spin le désigne comme étant l'un des « meilleurs albums que vous ayez jamais entendu » en 1994. En 1996, un sondage auprès des lecteurs du magazine canadien Chart! le nomme meilleur album canadien de tous les temps, seulement deux ans après sa sortie. Le même sondage en 2000 classe l'album troisième, derrière Blue de Joni Mitchell et Harvest de Neil Young. Mais dans le sondage de 2005, il retrouve la première place, soulevant des doutes sur le classement de 1996.
Après avoir été virés du label Geffen, le groupe connaît une période de doutes et des rumeurs de séparation circulent. Mais en 1996, ils publient le très acclamé One Chord to Another sur leur propre label Murderecords. Ils continuent ensuite à enregistrer des albums parmi lesquels un double live 4 Nights at the Palais Royale en 1999. En 2006, paraît leur huitième album Never Hear the End of It, qui contient 30 titres sur un seul CD. Aux États-Unis l'album sort sur le label Yep Roc Records.

### Recherche du succès américain (2003–2008)
A Sides Win: Singles 1992-2005, qui inclut deux titres inédits, All Used Up et Try to Make It, est sorti le 3 mai 2005. Une version de l'album comprend un DVD de clips vidéo et d'extrait de concert pour chacun des morceaux de la compilation, et également un documentaire "making-of) de chaque clip.
Never Hear the End of It est paru le 19 septembre 2006 au Canada, en janvier 2007 aux États-Unis, jamais en France. Tous les membres du groupe ont contribué à cet album. Le premier single Who Taught You To Live Like That? est sorti le 18 juillet 2006 au Canada. Le second single paru est Fading into obscurity et le troisième I'll Placed Trust. Le groupe a tourné une vidéo pour I've Gotta Try, à Los Angeles en janvier 2007 et cette chanson est devenue le quatrième single de l'album.
Le 11 avril 2008, le site internet du label Yep Roc Records a annoncé la sortie pour le 10 juin 2008 du nouvel album de Sloan : Parallel Play. 

### The Double Cross(2009–2011)
En novembre 2009, Sloan ajoute une boutique en ligne sur son site web. Le groupe sort l'EP Hit and Run pour faire la publicité de sa boutique. L'EP comprend deux morceaux de Chris Murphy, et des morceaux écrits par le groupe. Take It Upon Yourself de Murphy est publié comme single téléchargeable librement. En février 2010, le groupe sort une compilation exclusive B-Sides Win: Extras, Bonus Tracks and B-Sides 1992 - 2008.
Sloan annonce la sortie d'un dixième album en 2011, exactement 20 ans après leur premier concert. Le 22 février 2011, Sloan annonce un nouvel album pour le 10 mai 2011 intitulé The Double Cross.
Le 24 avril 2013, Sloan annonce la sortie du single de punk hardcore, Jenny b/w It's In You, It's In Me.

### Commonwealth(depuis 2013)
En 2013, le groupe révèle la sortie d'un double album, dont l'un des deux disques comprendra des morceaux solo de chaque membre. En mai 2014, leur nouvel album sera intitulé Commonwealth et publié en septembre 2014. Le 14 juillet 2014, le groupe annonce la date de sortie officielle de l'album (le 9 septembre) et la sortie du premier single, Keep Swinging (Downtown).

## Écriture

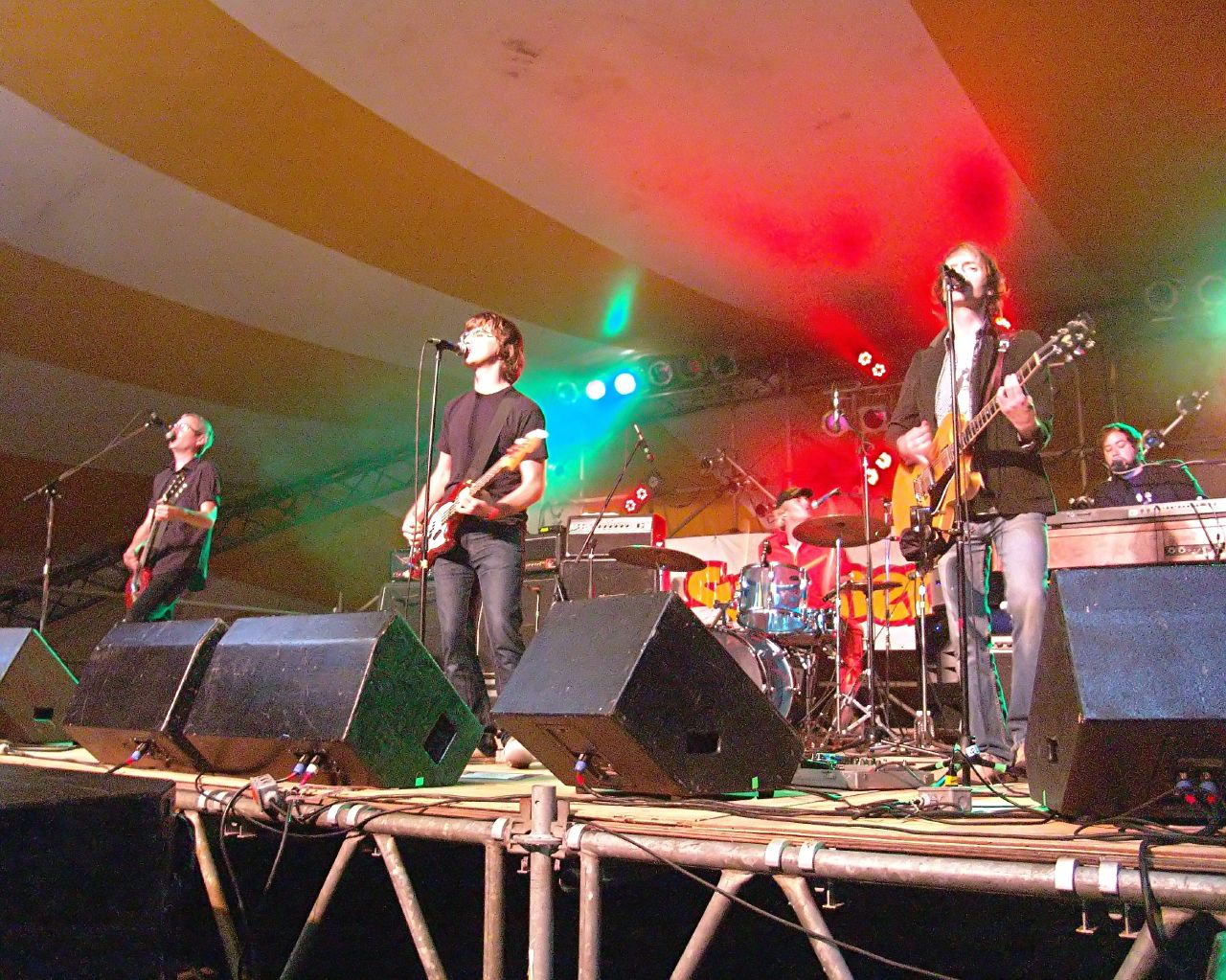
Sloan au Sudbury Summerfest en 2007, en Ontario.

Chacun des membres du groupe Sloan écrit ses propres chansons et quand ils jouent en concert, ils changent d'instruments régulièrement en fonction des titres joués. En général, la formation est la suivante : Murphy est au chant et joue de la basse, Pentland est aussi au chant et assure la guitare solo, Ferguson joue de la guitare rythmique, et Scott joue de la batterie.
Bien que Murphy ait composé la grande majorité des chansons du groupe, Pentland est néanmoins responsable de plusieurs des hits de Sloan. Il faut souligner aussi que chaque membre du groupe contribue au moins à deux titres par album pour chacun d'entre eux, à ces exceptions près : Sur le premier album, Smeared, Scott et Pentland sont crédités pour une seule chanson, et sur l'album de 2003 Action Pact, Scott n'a aucune chanson, du fait, selon Eye Weekly, des choix du producteur, Tom Rothrock, piochant au hasard parmi les titres proposés par le groupe afin d'obtenir un album homogène. Il est possible aussi que la récente paternité de Scott à l'époque ait réduit son nombre de composition.

## Discographie

### Albums studio
- 1992 - Smeared
- 1994 - Twice Removed
- 1996 - One Chord to Another
- 1998 - Navy Blues
- 1999 - Between the Bridges
- 2001 - Pretty Together
- 2003 - Action Pact
- 2006 - Never Hear the End of It
- 2008 - Parallel Play
- 2011 - The Double Cross
- 2014 - Commonwealth
- 2018 - 12
- 2022 - Steady

### Compilations & Live
- 1999 - 4 Nights at the Palais Royale (Extraits de concerts enregistrés durant le "Navy Blues World Tour 1998/1999")
- 2005 : A Sides Win: Singles 1992-2005

### Participations
- 2007 : Alone: The Home Recordings of Rivers Cuomo (Andrew, Patrick et Chris accompagnent Rivers Cuomo sur une reprise de "Little Diane" de Dion and the Belmonts)

## Récompenses
Twice Removed a été élu meilleur album canadien jamais enregistré en 1996 dans un sondage auprès des lecteurs de Chart! magazine. Dans le sondage de 2000, l'album se classe troisième, mais en 2005, il retrouve la première place.

### Juno Awards
- 1994 : nommé – Meilleur nouveau groupe
- 1995 : nommé – Meilleur album alternatif (Twice Removed)
- 1997 : Récompensé – Meilleur album alternatif (One Chord to Another)
- 1999 : nommé – Meilleur album Rock (Navy Blues)
- 2000 : nommé – Meilleur pochette d'album (Catherine Stockhausen and Lee Towndrow, Between the Bridges)
- 2002 : nommé – Meilleur album Rock (Pretty Together)
- 2002 : nommé – Meilleur single (If It Feels Good Do It)
- 2007 : nommé – Meilleur album Rock (Never Hear the End of It)

### East Coast Music Awards
- 1993 : nommé – album de l'année (Smeared), artiste de l'année, enregistrement pop-rock de l'année, chanson de l'année (Underwhelmed), vidéo de l'année (Underwhelmed)
- 1996 : récompensé – enregistrement alternatif de l'année
- 1996 : nommé – enregistrement pop-rock de l'année, vidéo de l'année (People of the Sky)
- 1997 : récompensé – enregistrement alternatif de l'année, groupe de l'année
- 1997 : nommé – enregistrement pop-rock de l'année
- 1998 : nommé – single de l'année (Everything You've Done Wrong), vidéo de l'année (Everything You've Done Wrong)
- 1999 : nommé – groupe de l'année, groupe de l'année (Money City Maniacs)
- 2001 : nommé – groupe de l'année
- 2002 : récompensé – vidéo de l'année (If It Feels Good Do It)
- 2002 : nommé – album de l'année (Pretty Together), Artiste de l'année, groupe de l'année, enregistrement rock de l'année, compositeur de l'année (If It Feels Good Do It)